# Krystiana
Krystiana – żeński odpowiednik imienia Krystian, które powstało poprzez dodanie przyrostka -ianus, oznaczającego przynależność lub pochodzenie, do łacińskiego imienia Christinus/Cristinus. Oznacza „chrześcijanka, należąca do Chrystusa, Chrystusowa”. Imię to jest poświadczone w Polsce od XIII wieku, w formie Krzys(z)tyjana, Krystyjana. Staropolskie formy pochodne: Krczona, Krzczona, Chryścijanica, Chrzczonka.

## Odpowiedniki w innych językach
- łacina – Christiana
- język czeski – Kristiána
- język hiszpański – Cristiana
- język holenderski – Christiana
- język litewski – Kristijona
- język niemiecki – Christiane, Christiana
- język norweski – Christiane
- język serbsko-chorwacki – Kristijana
- język słowacki – Kristiána
- język ukraiński – Chrystja
- język włoski – Cristiana

## Krystianaimieninyobchodzi
- 4 stycznia, jako wspomnienie bł. Krystiany od Świętego Krzyża (Oringi Menabuoi)[4],
- 21 stycznia, jako wspomnienie bł. Krystiany z Asyżu[5],
- 26 lipca, jako wspomnienie św. Krystiany z Termonde[6],
- i tak, jak św. Nina (zwana też „Krystianą”), tj. 14 stycznia.

## Znane osoby noszące imię Krystiana
- Christiane Amanpour, główna korespondentka ds. międzynarodowych CNN
- Cristiana Capotondi, włoska aktorka
- Christiane Desroches-Noblecourt, francuska egiptolog
- Christiane Vera Felscherinow, główna bohaterka i narratorka książki „My, dzieci z dworca ZOO"
- Christiane Fürst, niemiecka siatkarka
- Christiane Knetsch, niemiecka wioślarka
- Christiane Mercelis, belgijska tenisistka
- Cristiana Muscardini, filozof, włoski polityk prawicowy
- Christiane Nüsslein-Volhard, niemiecka biolog, laureatka Nagrody Nobla w dziedzinie fizjologii i medycyny
- Christiane Soeder, austriacka kolarka
- Christiane Vulpius, małżonka Goethego